# Novouljanovsk
Novouljanovsk (rusky Новоульяновск) je město v Uljanovské oblasti v Ruské federaci. Při sčítání lidu v roce 2010 měl přes šestnáct tisíc obyvatel.

## Poloha a doprava
Novouljanovsk leží na východním okraji Povolžské vrchoviny na pravém, západním břehu Kujbyševské přehradní nádrže na Volze. Od Uljanovsku, správního střediska oblasti, je vzdálen přibližně dvacet kilometrů jižně.
Přes Novouljanovsk prochází železniční trať z Uljanovsku přes Syzraň do Saratova.

## Dějiny
Novouljanovsk byl založen v roce 1957 v souvislosti s výstavbou Novouljanovské cementárny, jedné z tehdy největších v evropské části Sovětského svazu. Od roku 1961 měl status sídla městského typu a od roku 1967 je městem.